# Дигеніт
Дигеніт — мінерал, сульфід міді координаційної будови з групи аргентиту.

## Етимологія та історія
Вперше описаний в 1844 році (Август Брайтгаупт, Саксонія-Ангальт, Німеччина). Названо за його близьку схожість з халькозином і ковеліном.

## Загальний опис
Хімічна формула: Cu9S5. Сингонія кубічна. Масивний з раковистим зламом. Твердість 2,5-3. Густина 5,5-5,7. Колір синій до чорного. Блиск металічний. Непрозорий. Ізотропний.
Розповсюджений з халькозином, борнітом в мідних рудах.